# Onkisaari (ö i Södra Savolax, S:t Michel, lat 61,63, long 26,54)
Onkisaari är en ö i Finland. Den ligger i sjön Suontee och i kommunen Hirvensalmi i den ekonomiska regionen  S:t Michel och landskapet Södra Savolax, i den södra delen av landet, 180 km nordost om huvudstaden Helsingfors. Öns area är 22,4 hektar och dess största längd är 0,9 kilometer i sydöst-nordvästlig riktning.